# Olegaria Machado Amor
Olegaria Machado Amor (Minas, 31 de mayo de 1854 - Íd, 18 de febrero de 1920) fue una maestra, traductora de francés e italiano y poetisa uruguaya.

## Trayectoria
Fue considerada la primera poeta minuana. Era descendiente de una de las familias más respetables de la ciudad. Ejerció el magisterio en Treinta y Tres, Minas y Sarandì del Yì. Es recordada como la primera maestra del dramaturgo y periodista uruguayo Florencio Sánchez, en quien dejó una huella muy profunda, tanto así que la visitó antes de partir a Europa. Él la definía una maestra "distinguida y romanticona".
Según el poeta Manuel Benavente, Machado Amor no publicó libros, circunstancia compartida por muchos otros poetas de Minas que fueron sus contemporáneos. Sus obras aparecieron en publicaciones de escasa circulación. Benavente menciona dos poesías destacadas de Machado Amor, "Ante su tumba" y "¡Ya no puedo cantar!" de 1890 y 1899 respectivamente.
Fue una activa militante del Partido Nacional. Vivió gran parte de su vida en su ciudad natal y falleció a los 57 años de edad.

## Obra
Manuel Benavente describe que sus versos eran "sencillos, de un romanticismo dolorido y hondo". La Gran Guía General Fin de Siglo de su ciudad incluyó en su edición de 1900 dos poemas de su autoría; uno de 1878 y otro de 1899, originalmente publicado en Treinta y Tres. Según el historiador Lincoln Maiztegui Casas, Olegaria "llenó con su poderosa personalidad toda una época de la cultura minuana, fue una poetisa muy atendible –de esas que habrá que rescatar algún día del olvido– y una activa militante blanca".